# Spyridon Kladouchas
Spyridon „Spyros“ Kladouchas (griechisch Σπυρίδων Κλαδούχας; * 11. Oktober 1980 in Athen) ist ein ehemaliger griechischer Boxer und Teilnehmer der Olympischen Spiele 2004 im Schwergewicht.

## Karriere
Spyridon Kladouchas schied bei den Europameisterschaften 2000 in Tampere gegen John Dovi aus.
2003 gewann er eine Bronzemedaille bei den EU-Meisterschaften in Straßburg und startete bei den Weltmeisterschaften in Bangkok, wo er im Achtelfinale gegen Odlanier Solís unterlag.
Bei den EU-Meisterschaften 2004 in Madrid verlor er im Viertelfinale gegen Kubrat Pulew und bei den Europameisterschaften 2004 in Pula im Achtelfinale gegen Daniel Betti.
Bei den Olympischen Spielen 2004 in Athen schied er ebenfalls im Achtelfinale gegen Vüqar Ələkbərov, sowie bei den Europameisterschaften 2006 in Plowdiw gegen Clemente Russo aus.